# 6779 Perrine
6779 Perrine (1990 DM1) là một tiểu hành tinh vành đai chính được phát hiện ngày 20 tháng 2 năm 1990 bởi Z. Vavrova ở Klet.
Nó được đặt theo tên Charles Dillon Perrine (1867–1951).